# Katolický dům (Kopřivnice)

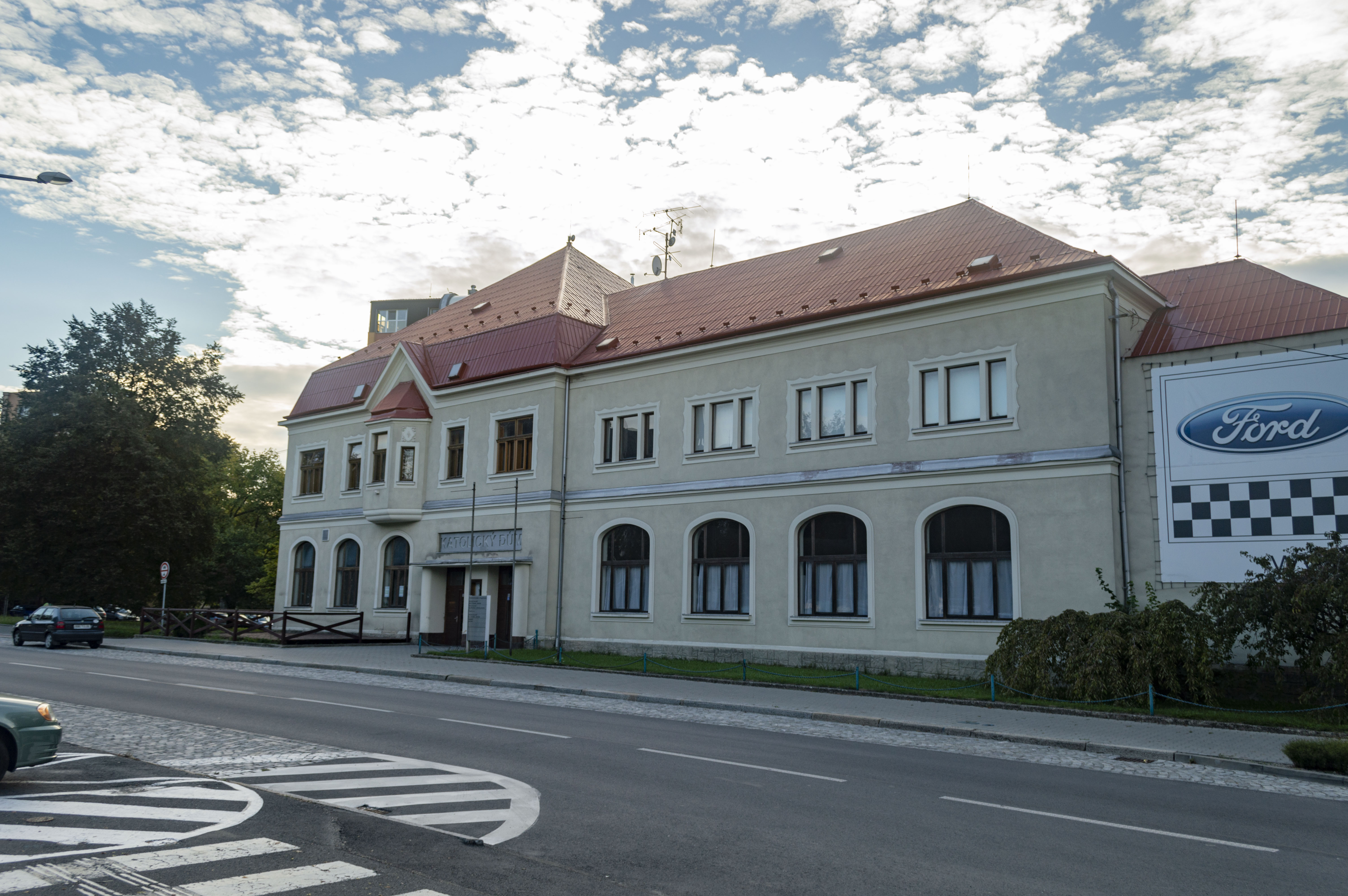
Katolický dům

Katolický dům, dříve Katolická beseda, se nachází ve východomoravském městě Kopřivnice, na adrese Štramberská 378/2.
Dům byl vybudován v letech 1910 až 1913 Katolickým spolkem a Tělovýchovnou jednotou Orel za celkové náklady 120 000 korun.[zdroj?] Sloužil jako místo setkávání pro místní české katolické farníky, kteří si svůj spolek založili již v roce 1909. Do zprovoznění kopřivnické sokolovny byly místní sály pronajímány i organizaci Sokol. S výjimkou těchto spolků sloužily prostory jinak výhradně organizacím, které byly napojené na katolickou církev.
Po roce 1938, kdy byla po Mnichovské dohodě Kopřivnice obsazena Německem, byly původní spolky vyhnány a dům sloužil jako kanceláře pro místní organizaci strany NSDAP. Po osvobození města sloužil svému původnímu účelu až do roku 1951, kdy byla katolická beseda rozpuštěna a dům byl převeden do majetku Římskokatolické církve. Ta jej pronajala za symbolické nájemné Městskému národnímu výboru Kopřivnice a ten jej dal k dispozici státnímu podniku Restaurace a Jídelny. Později se stal majetkem města. Po roce 1989 byl spolek Katolická beseda obnoven a v rámci restitucí byl katolický dům vrácen Nejprve tedy farnímu úřadu v Kopřivnici, jako poslednímu řádnému majiteli, a následně došlo k předání domu Katolické besedě.